# تانغيموش
تانغيموش هي بلدة في مقاطعة بايسون في ولاية صرخنداريا في أوزبكستان.